# Cradley Heath

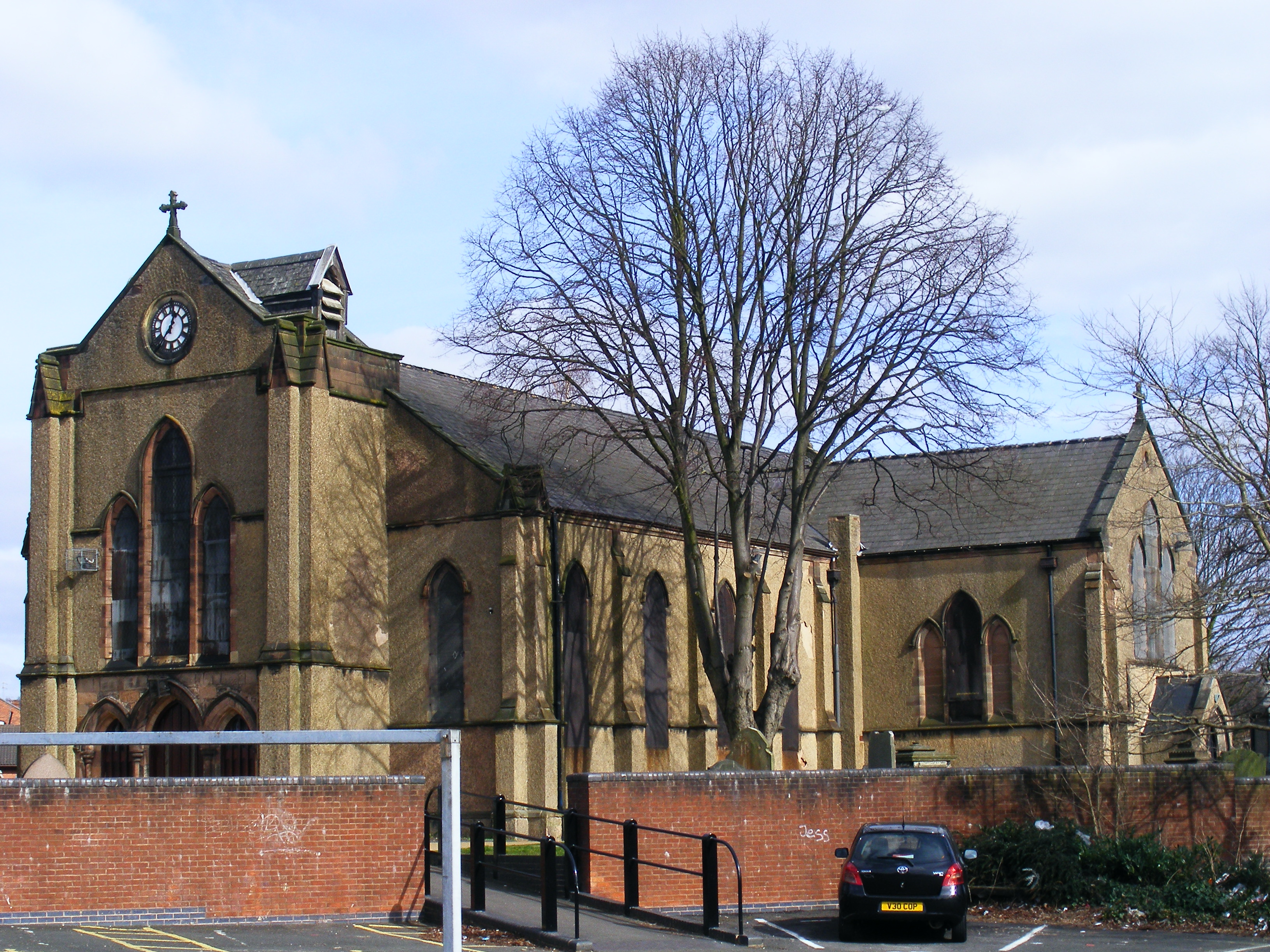
L'église de Cradley Heath.

Cradley Heath est une ville des Midlands de l'Ouest, en Angleterre. Située dans le district métropolitain de Sandwell, au cœur du Black Country, elle conserve de nombreux bâtiments datant du début du XXe siècle.
Cradley Heath est souvent confondu avec le district voisin de Cradley, bien que les deux endroits soient séparés par la rivière Stour et qu'ils aient longtemps appartenu à des autorités locales distinctes.